# Евлашево (станция)
Евла́шево — железнодорожная станция Куйбышевской железной дороги в Кузнецком районе Пензенской области. Расположена на линии Пенза—Сызрань, линия электрифицирована.

## История
Открыта в 1874 году как станция Сызрано-Вяземской железной дороги. В 1964 году электрифицирована постоянным током 3 кВ.
29 ноября 1996 года на станции произошло крушение грузового поезда № 2741.
При следовании поезда № 2741 в 4 час 10 мин по указанной станции, под динамическим воздействием подвижного состава произошёл сход вагонов, начиная со второго вагона с головы поезда. В результате чего 24 вагона повреждено до степени исключения и 6 вагонов в объёме текущего ремонта. Материальный ущерб составил более одного миллиарда рублей.

## Деятельность
На станции делают остановки пригородные электропоезда.